# 鱼泉乡 (天全县)
鱼泉乡，是中华人民共和国四川省雅安市天全县曾经下辖的一个乡。2019年12月，撤销鱼泉乡，将其所属行政区域划归思经镇管辖。

## 行政区划
鱼泉乡撤销前下辖以下地区：
干河村、青元村、鱼泉村和联合村。